# Club Sintra Football
Maillots
Le Club Sintra Football était un club de football portugais fondé en 2007 basé à Sintra dans le district de Lisbonne et disparu en 2020.
Le club fusionne en 2020 avec le Clube Desportivo Estrela issu de l'Estrela de Amadora, disparu en 2011.

## Historique
Le club joue pour la première fois en troisième division en 2019.
Il obtient son meilleur classement en D4 lors de la saison 2018-2019, où il termine 1er du Championnat Pro-National de la ligue de Lisbonne, avec un total de 18 victoires, 6 matchs nuls et 6 défaites.
Le club n'est jamais descendu d'un échelon depuis sa fondation, en 2007.
En 2020, le club de l'Estrela de Amadora, disparu en 2011 et jusqu'à 2020 sous le nom de Clube Desportivo Estrela a décidé de fusionner avec le club après référendum, dont 92 % des voix étaient pour la fusion des deux clubs et ont même décidé de renommer le Clube Desportivo Estrela à son nom avant sa disparition en 2011, le Club Football Estrela da Amadora. Une idée de donner un second souffle au  club portugais, de monter en Campeonato de Portugal (D3) pour favoriser la reconstruction du club, la réouverture de son centre de formation et le retour vers les sommets portugais alors que entre 2012 et 2020, le Clube Desportivo Estrela à toujours évolué en D6 portugaise, ce qui donnait un statut de club local.